# RailAway
Die RailAway AG ist eine Tochtergesellschaft der Schweizerischen Bundesbahnen (SBB). Als Freizeitvermarkterin konzipiert, organisiert und vertreibt sie hauptsächlich Tages- und Mehrtagesausflüge mit Zusatzleistungen in der Schweiz zu Freizeitangeboten mit dem öffentlichen Verkehr. Zielgruppe sind Individualreisende und Gruppen. Als touristische Marketingorganisation übernimmt RailAway für die SBB beziehungsweise für den öffentlichen Verkehr die Konzeption, den Einkauf, die Vermarktung und die Produktion.

## Geschichte
Am 2. Dezember 1999 gründeten die SBB das Bahntouristikunternehmen RailAway AG, mit dem Ziel, den umweltfreundlichen Verkehr und besonders den Bahntourismus zu fördern. Der erste Geschäftsführer, René Kamer, leitete die Unternehmung bis Ende 2019. Vier Personen bildeten den ersten Mitarbeiterstab. Ende 2019 waren es über 60 Mitarbeitende.

## Organisation
Der Hauptsitz von RailAway befindet sich in Luzern. Weitere Filialen befinden sich in Lausanne und Lugano.
Miteigentümer der RailAway AG sind folgende Gesellschaften:
- Schweizerische Bundesbahnen (SBB)
- BLS AG
- Montreux-Berner Oberland-Bahn (MOB) / Golden Pass Services (GPS)
- Matterhorn-Gotthard-Bahn (MGB)
- Rhätische Bahn (RhB)
- Ferrovie Autolinee Regionali Ticinesi (FART) SA
- Jungfraubahn Holding AG
- Schifffahrtsgesellschaft des Vierwaldstättersees (SGV)
- Schweizerischen Südostbahn (SOB)